# Krystyna Zgrzebnicka
Krystyna Zgrzebnicka-Bierwiaczonek (ur. 21 marca 1943 w Olkuszu, zm. 8 listopada 2020) – historyk sztuki, konserwator zabytków, zabytkoznawca, wojewódzki konserwator zabytków w Katowicach w latach 1985–1991.

## Życiorys
W 1971 ukończyła historię sztuki na Katolickim Uniwersytecie Lubelskim. Następnie została zatrudniona Muzeum Górnośląskim w Bytomiu, a stamtąd oddelegowano ją do pomocy w biurze wojewódzkiego konserwatora zabytków w Katowicach. Powierzono jej m.in. nadzór nad archiwum zakładowym. W 1973 ukończyła Studium Konserwacji Zabytków na Wydziale Architektury Politechniki Warszawskiej. W listopadzie 1974 została kierownikiem Biura Badań i Dokumentacji Zabytków w Katowicach, będącego aparatem pomocniczym dla wojewódzkiego konserwatora zabytków (pracowała tam do 1981). W 1979 była w gronie założycieli oddziału katowickiego Stowarzyszenia Historyków Sztuki. W 1985 wygrała konkurs na stanowisko wojewódzkiego konserwatora zabytków w Katowicach (objęła je oficjalnie 15 listopada 1985).
Podczas jej kadencji prowadzono prace m.in. w oficynie pałacu w Będzinie-Gzichowie, zamku w Raciborzu, obiektach w skansenach w Chorzowie i Lipowcu, pałacu w Pilicy, ruinach zamków w Rabsztynie, Ogrodzieńcu, Smoleniu i Sławkowie. Restaurowano także mury miejskie w Żorach, Gliwicach i Raciborzu. Prowadzono badania średniowiecznego zamku w Sławkowie, zakończone utworzeniem w 1988 tam rezerwatu archeologicznego.
Krystyna Zgrzebnicka rozpoczęła wpisywanie do rejestru zabytków obiektów modernistycznych, np. zakład kąpielowy w Bytomiu, kościół św. Kazimierza Królewicza w Katowicach i budynek Domu Handlowego „Ikar” przy ul. Zwycięstwa 23 w Gliwicach. Udało się jej też doprowadzić w 1987 roku do końca sprawę objęcia ochroną pozostałej części osiedla Giszowiec. Sprawą kontrowersyjną za czasów jej kadencji była zgoda wojewódzkiego konserwatora zabytków na zajęcie części terenów zabytkowego Parku im. T. Kościuszki w Katowicach pod budowę autostrady A4.
Trudności ze strony władz kopalni, miasta i województwa dotyczyły kwestii ochrony konserwatorskiej dla osiedla „Rymer” w Rybniku, którego część wpisano do rejestru zabytków w 1986 (kopalnia i władze miasta odwołały się od tej decyzji). Wojewoda katowicki poparł stanowisko wojewódzkiego konserwatora zabytków. Drugą część osiedla wpisano do rejestru zabytków w 1990. Sporną sprawą była kwestia jakości prac prowadzonych w zespole pałacowo-klasztornym w Rudach. Zarzuty dotyczące rzekomego braku właściwego nadzoru nad pracami przez wojewódzkiego konserwatora zabytków stały się pretekstem do ogłoszenia nowego konkursu na to stanowisko. Konkurs nie został rozstrzygnięty, ale spowodował, że Krystyna Zgrzebnicka przestała być wojewódzkim konserwatorem zabytków 31 marca 1991. Badacze dopatrują się prawdziwej przyczyny tej zmiany z konflikcie personalnym między wojewodą katowickim a wojewódzkim konserwatorem zabytków.
W latach 90. XX w. była miejskim konserwatorem zabytków w Bielsku-Białej (1992–1996). 
Zmarła w wieku 77 lat. Została pochowana w Olkuszu.